# Copris arrowi
Copris arrowi là một loài bọ cánh cứng trong họ Bọ hung (Scarabaeidae).